# Дон, Филип
Филип Дон (англ. Philip Don; род. 10 марта 1952, Шеффилд, Йоркшир) — футбольный судья и школьный учитель из Англии. Традиционно Дон работал в Шеффилде, но свою учительскую карьеру начал к югу от Мидлсекса. Он входит в 100 самых лучших футбольных судей за всю историю по версии IFFHS.

## Карьера
В 1980 году в возрасте 28 лет он судил матчи Футбольной лиги в качестве помощника судьи.

## Личная жизнь
Сын — Тим Дон — чемпион мира по плаванию.